# L'abadessa
L'abadessa (títol original en castellà, La abadesa) és una pel·lícula espanyola de drama històric escrita i dirigida per Antonio Chavarrías. És protagonitzada per Daniela Brown, Blanca Romero, Carlos Cuevas, Ernest Villegas i Oriol Genís. S'estrenarà als cinemes el 22 de març de 2024, amb distribució de Wandavisión. S'ha doblat al català.

## Sinopsi
Al segle ix, Emma de Barcelona (Daniela Brown), una jove de 17 anys, és nomenada abadessa amb la finalitat de repoblar i cristianitzar territoris fronterers en conflicte amb els moriscs. En arribar a l'Abadia haurà de superar la desconfiança que desperta una dona decidida a complir la seva missió, cosa que el portarà a enfrontar-se amb els nobles, els camperols i les mateixes monges.

## Repartiment
- Daniela Brown com a Emma de Barcelona
- Blanca Romero
- Carlos Cuevas
- Ernest Villegas
- Oriol Genís
- Joaquín Notario[3]

## Producció
El maig de 2022, Antonio Chavarrías va anunciar que estava buscant una actriu per protagonitzar la seva pròxima pel·lícula, L'abadessa, i el setembre de 2022 es va anunciar que els productors de la cinta estaven buscant actors professionals i figurants per aparèixer a la pel·lícula. El rodatge va començar el gener de 2023 al castell de Loarre, i va incloure escenes rodades al turó de la Seu Vella, fins a concloure a la fi de febrer de 2023.
El pressupost del film és de tres milions d'euros.

## Estrena i màrqueting
Inicialment, es va anunciar que L'abadessa tenia prevista la seva estrena a sales de cinema per a la tardor del 2023; no obstant això, el gener de 2024 es va anunciar que la distribuïdora Wandavisión estrenaria la pel·lícula el 22 de març de 2024.